# Станоје Јелачић
Станоје Јелачић (?–1415) био је босански великаш, кнез или бан српског порекла у служби краља Твртка I и краља Стефана Дабише.

## Животопис
Владао је пределима око Дубровника, Книна, у Мостару, у Тешњу и по Далмацији. Заједно са војводом Влатком исправљао је границу ка далматинским градовима и подигао неке трибуте у Дубровнику 1392. године. Чињеница да је учествовао у разграничењу у Далмацији, као и да је поклонио неке поседе у околини Книна, указује да је тамо имао поседе, тј. да је у том крају било и његово феудално лено. Помиње се и у ћириличним изворима као кнез. Његова титула није важна за разграничење са далматинским градовима, али изгледа да је ту наступао као племић са поседима на граници. Неко чији су интереси (поседи) били везани за то разграничење.

## Смрт
Наводно, убијен је 1415. године у завери краља Стефана Остоје, војводе Сандаља Хранића и Златоносовића, против кнеза Павла Раденовића, током лова на Пареној пољани крај тврђаве Бобовац.

## Историчари о кнезу
Историчар Владимир Ћоровић писао је о Јелачићу:
„Чим је мало попустила зима, 18. фебруара 1388. године Палижна је поново напао и опустошио сплитски крај, у коме је био завладао велик страх. Трогирска општина, која није могла бити равнодушна према судбини блиског Сплита, безуспешно је покушавала да посредује. Пошто је Сплит остао веран Жигмунду, Твртко је предузео одлучније кораке. Два његова посланика, војвода Влатко и Станоје Јелачић, средином марта су пошла у Клис, да пре новог напада понуде споразум далматинским градовима. Међутим, једино су Трогирани поздравили краљеве људе и поклонили им 50 либара у знак пажње, док су остали градови остали пасивни, сваког часа се надајући помоћи угарског двора.
Можда су градове охрабриле вести о успесима Жигмундове војске против Иваниша Хорвата. При том сукобу је неколико хрватских бунтовника било заробљено, одведено у Будим и тамо привезано коњима за репове, вучено по улицама и најпосле погубљено и рашчеречено. Тај језиви пример заплашио је људе, али, у самој Далмацији, краљ није био у стању много да помогне. Он се у ово време налазио у великој новчаној кризи и није могао без тих средстава да планира озбиљну војну акцију...
... Догађаји на северу и североистоку дуго су заокупили пажњу угарског краља тако да дуго није могао ништа предузети у Далмацији.“
Историчар Андрија Лубурић писао је кнезу Павлу у писму од 15. априла 1935. где најављује изненађење заједничког порекла Карађорђевића и бана Јелачића:
„Част ми је допунити вам моје казивање о пореклу и далекој прошлости Ваше славне породице.
Отац Карађорђијев Петар Јованов презивао се Мршић по своме деди Мрш барјактару Клименачком. Карађорђевићи су пореклом из племена Климената и они су потомци Климента Јелачића, родоначелника овог племена.
Овај Климент унук је херцеговачког племића „бана” Јелачића. Поменути Јелачићи род су по мушкој линији са херцеговачким властелинским породицама Витковићима и Љубибратићима. Ове три породице се и сада рођакају. А оне су потомци Бијелог Павла или како га историчари називају Беле Павлимира. Његов дед српски краљ Радослав побегао је у Рим, тамо се оженио Римљанком и имао сина Петра. И Петар се тамо оженио Римљанком и имао сина Бијелог Павла, који је око 867. са 500 витезова дошао у Требиње и постао српски владалац. Он је тада основао стару српску династију.
Све три породице (Јелачићи, Витковићи и Љубибратићи) помињу се у дубровачким споменицима још у 14. веку. Стара им је и заједничка слава била Свети Климент, тада римска...
Скоро сам обишао неке крајеве у јужној Србији и утврдио сам да је др Мита Лукић сасвим нетачно забележио предање о живљењу Карађорђевића у селу Мачетову. А Мил. Вукићевић у свом делу о Карађорђу дословно пренео, те овом измишљотином створио велику заблуду о пореклу породице бесмртног вожда.
Утврдио сам да је Карађорђе неко време становао у селу Мачетову код Призрена. Ту он није рођен, нити му је одатле старина. Он је ту однекуда побегао. Становао је неко време. Убио два Арнаута, који су хтели да му отму неку чувену пушку и помоћу једног побратима побегао у Србију.
Обратио сам пажњу и на порекло породице хрватског бана Јелачића. Није искључено да се у току овог рада и у овом правцу дође до пријатних изненађења...“